# Sven Schurtenberger
Sven Schurtenberger (* 10. November 1991) ist ein aktiver Schweizer Schwinger.

## Karriere als Schwinger
Sven Schurtenberger gewann am Eidgenössischen Schwingfest 2016 in Estavayer-le-Lac und 2019 in Zug einen Eidgenössischen Kranz.
Daneben konnte er 5 Kranzfestsiege feiern (Rigi-Schwinget 2017, Luzerner Kantonales 2013 in Beromünster und 2016 in Escholzmatt, Urner Kantonales 2017 in Altdorf, Schwyzer Kantonales 2019 in Bennau).
Schurtenberger gewann bisher 47 Kränze, darunter 2 Eidgenössische, 20 kantonale (8 LU, 3 ZG, 2 OW/NW, 2 SZ, 2 UR, 1 FR, 1 BE, 1 BS), 11 Teilverbands- (8 ISV, 1 BKSV, 1 NWSV, 1 SWSV) und 14 Bergkränze (4 Stoos, 4 Brünig, 3 Rigi, 2 Schwarzsee, 1 Schwägalp).
In der offiziellen Jahrespunkteliste des Eidgenössischen Schwingerverbands belegte Schurtenberger 2019 den 4. Rang.

## Leben
Schurtenberger wohnt in Buttisholz. Er ist ein Sennenschwinger im Schwingklub Rottal, der dem Innerschweizer Schwingerverband angehört.